# Сны поездов
«Сны поездов» (англ. Train Dreams) — повесть американского писателя Дениса Джонсона, опубликованная отдельным изданием на английском языке в 2011 году издательством Farrar, Straus and Giroux. Однако в несколько ином виде текст публиковался ещё в 2002 году в летнем номере литературного журнала The Paris Review.

## Сюжет
Летом 1917 года Роберт Грэйньер становится соучастником покушения на убийство китайского рабочего, пойманного на краже со склада Spokane International Railway в Северном Айдахо. Пленник сбегает, спасаясь от смерти, а Грэйньеру, возвращающемуся домой к жене и маленькой дочери в хижину на вершине поросшего лесом холма недалеко от железнодорожной деревушки Медоу-Крик, кажется, что китаец его проклял.
В 1920 году Грэйньер уехал на северо-запад штата Вашингтон, чтобы принять участие в ремонте большого железнодорожного моста Робинсон-Гордж. После он работал в лесозаготовительной компании Simpson Investment Company.
Роберт Грэйньер родился в 1886 году в Юте или Канаде. В 1893 году он сиротой по Великой северной железной дороге прибыл в Фрай, штат Айдахо, где был усыновлён. Грэйньер бросил школу в раннем подростковом возрасте и занялся рыбалкой. Однажды он наткнулся на умирающего человека по имени Уильям Косвелл Хейли. Грэйньер дал ему воды, но оставил умирать.
В 1899 году города Фрай и Итонвилл объединили в один под названием Боннерс-Ферри. В 31 год главный герой женился на Глэдис Олдинг и у пары родилась дочь. Летом 1920 года Грейньер возвращался в домой с работы в ущелье Робинсона и обнаружил, что в долине произошел сильный лесной пожар. На месте его дома была выжженная земля, а жена и дочь Роберта, вероятно, погибли в огне. Следующей весной Грэйньер вернулся на пожарище со слабой надеждой, что его родные спаслись и тоже приедут туда. Он построил времянку и жил там всё лето, приютив прибившуюся к нему маленькую рыжую собачку. Позже в Медоу-Крик он сел на поезд до Боннерс-Ферри, где вырос, и провёл там зиму. В марте он снова вернулся в долину Мойеа и заново построил хижину на месте сгоревшей. Рыжая собачка, убежавшая осенью в лес, вернулась к нему в июне с четырьмя щенками. В это время Грэйньер познакомился с индейцем из народа кутеней по имени Боб. В 1930 году, будучи напоенным белыми, Боб погиб под поездом.
Прожив 4 года в своей заново отстроенной хижине, Грейньер, подорвавший здоровье тяжёлой работой, понимает, что больше не будет ездить каждое лето валить лес в вашингтонских лесах и каждую зиму пережидать в Боннерс-Ферри. К апрелю 1925 года он остался и работал в городе. На одной из подработок он загружал мешки с кукурузной мукой в фургон Пинкхэмов и стал свидетелем смерти внука его работодателей. Грейньер купил их лошадей и фургон. Примерно в это же время до него доходит легенда о девочке-волке, якобы выпивающей кровь людей и обращающейся в своих жертв.
В видении Грейньера посещает дух его погибщей жены Глэдис, которая передаёт ему воспоминания последних минут жизни, из которых он узнаёт, что, спасаясь от пожара с ребёнком на руках, она упала и сломала спину о валуны возле реки. Из видения мужчина не смог до конца понять, спаслась ли его маленькая дочь, уползающая по берегу от тонущей матери. Грейньер продолжил жить в своей хижине, страдая от артрита и ревматизма. Одной ночью стая волков вплотную подступила к его хижине. После того как волки ушли, Грейньер во дворе видит одичавшую девушку со сломанной ногой: он убеждён, что это его дочь Кейт и она та самая девочка-волк, о которой судачат местные. Девочка рычит и лает на него, но позволяет наложить шину на сломанную ногу. Она спит в его хижине, но утром выпрыгивает из окна и больше он её никогда не увидит.
Роберт Грейньер умер во сне в ноябре 1968 года. Весной его тело случайно нашли туристы. В воспоминании от 1935 года Грейньер посещает представление, на котором видит мальчика-волка, вызывающего смех у зрителей. Впрочем, зрители замолкают, когда он издаёт ужасающий рёв. В этот момент повесть заканчивается словами: «Внезапно всё погрузилось во тьму. И то время ушло навсегда».

## Публикации
Отдельным изданием книга была опубликована издательством Farrar, Straus and Giroux 30 августа 2011 года. Однако ещё в 2002 году произведение было опубликовано в несколько иной форме в летнем выпуске литературного журнала The Paris Review. 9 октября 2011 года повесть попала на 28 строчку в списке бестселлеров Hardcover Fiction Books газеты The New York Times.
В 2022 году повесть вышла на русском языке в издательстве «Синдбад» в переводе Сергея Кумыша. В своём эссе об этом переводе Кумыш рассказал, что думал над переводом названия около года, пытаясь сохранить звук оригинала англоязычного названия, напоминающего при быстром произнесении перестук колёс поезда. Переводчик сравнил «Сны поездов» с житием, «вот только назвать главного героя святым, да и хоть сколько-то верующим, раз уж на то пошло, можно едва ли». За эту работу в 2024 году переводчик был удостоен литературной премии «Ясная Поляна» в номинации «Пропущенные шедевры». Номинация отмечает выдающиеся произведения мировой литературы, опубликованные на русском языке уже после смерти автора.

## Награды
В 2012 году «Сны поездов» вошла в шорт-лист Пулитцеровской премии за художественную книгу, однако из-за того, что ни один из финалистов не набрал необходимого большинства голосов, премия в тот год не вручалась.

## Отзывы
Издание Publishers Weekly назвало повесть «синтезом эпических переживаний Джонсона, миниатюрно переданных в резком тоне „Иисусова сына“».
Писатель Энтони Дорр в колонке The New York Times Book Review высоко оценил произведение, написав: «То, что Джонсон создаёт из пепла жизни Грейньера, — это нежная, одинокая и захватывающая история, американский эпос в миниатюре». Однако рецензент отметил произвольность и взаимозаменяемость вставных историй, ставя их необходимость в тексте под сомнение. С ним не согласился литературный критик Игорь Кириенков, ведь эти сцены насилия, по его мнению, лишены зрелищности и кинематографичности, не претендуют на особое место в тексте и сообщают прозе Джонсона «парадоксальное сочетание масштабного и индивидуального».
Писатель Алан Уорнер пишет в The Guardian, что это книга с «трагической и сюрреалистичной». В своей рецензии он размышляет: «мягко и красиво эта повесть задаёт глубокий вопрос человеческой жизни: не слишком ли высока цена человеческого общества и так называемой цивилизации?». Джеймс Вуд в журнале The New Yorker оценил «Сны поездов» как «невероятно прекрасную историю», а Эйлин Баттерсби в The Irish Times писала, что «повесть Джонсона „Сны поездов“ — смелая скорбь по Американскому Западу, шедевр, который должен был принести ему Пулитцеровскую премию…».

## Экранизация
В 2025 году запланирован выход одноимённого фильма режиссёра Клинта Бентли с Фелисити Джонс и Джоэлом Эдгертоном в главных ролях. В фильме также снялись Керри Кондон, Уильям Мэйси и Клифтон Коллинз-младший. Впервые картина была показана на 41-м кинофестивале «Сандэнс» в 2025 году. Права на показ картины были куплены Netflix.